# Zetsuai 1989
 (décembre 2024).
Zetsuai 1989 (絶愛　－1989－) est un manga de Minami Ozaki. Publié dans le magazine shojo Margaret des éditions Shueisha à partir de 1989, les cinq volumes reliés sortent entre 1990 et 1991. En France, il est publié chez les éditions Tonkam entre 2000 et la fin de 2001. C'est le premier manga publié en tant que yaoi en France (orthographié sur les livres "Yahoi"). 

## Histoire
Koji Nanjo est l'une des stars les plus célèbres de tout le Japon. Avec sa magnifique voix et sa beauté extrême, il séduit tous le public. Mais Koji reste un jeune homme insensible, détruit et ne connaît rien à l'amour.
Un soir pluvieux, ivre et étalé dans les poubelles, un jeune homme vient l'aider et le ramène chez lui. Lorsque Koji se réveille, il se trouve dans la maison du jeune Takuto Izumi, un très beau lycéen et grand prodige du football. Koji saura plus tard qu'Izumi a été son premier amour. En effet, lorsque Koji avait 11 ans, il a vécu le moment le plus bouleversant de toute sa vie: en passant par hasard, il a aperçu un joueur enragé, passionné, aux yeux exprimant tant d'émotions qu'ils ont touché même Koji, qui s'est alors renseigné sur la personne, mais on lui dit qu'Izumi était une fille.
Malgré le fait que l'objet de ces désirs soit un homme, Koji ne peut pas se débarrasser ses sentiments.
L'histoire narre le lourd traumatisme d'Izumi qui a marqué son enfance et les sentiments désespérés de Koji qui dépassent toutes les limites.

## Les personnages
Takuto Izumi
Passionné par le football, Izumi ne vit que pour sa passion et pour sa famille. En effet, Izumi est orphelin ; alors qu'il a tout juste 5 ans, sa mère assassine son père sous ses yeux horrifiés. Au-delà du traumatisme qui en a résulté, cet évènement marque Izumi si profondément qu'il ne peut, inconsciemment, ouvrir son cœur à tout amour. L'amour devient pour lui synonyme de meurtre, tout comme sa mère a tué son père par amour. Après avoir séjourné en orphelinat, Takuto, sa jeune sœur Serika Izumi et son jeune frère Yugo Izumi, seront adoptés tous les trois. Malgré le nouveau foyer qui les accueille, Takuto se considèrera toujours comme le seul et unique protecteur de son frère et sa sœur, faisant passer le bien-être de sa famille avant tout.
D'un point de vue psychologique, Takuto est un garçon très renfermé ; les gens qui ne le connaissent pas le trouvent timide... Intérieurement, c'est en fait un volcan de passion qui sommeille ! Il ne se sent bien que sur un terrain de foot, où il peut laisser libre cours à toute la rage qu'il contient.
Koji Nanjo
Fils d'une illustre famille de pratiquants du Kendo, Koji laisse tomber sa future carrière toute tracée au sein de la dynastie, ainsi que ses études, pour devenir chanteur... non sans raison.
À l'âge de 11 ans, Koji a vécu le moment le plus bouleversant de sa courte vie ; en passant par hasard à côté d'un terrain de football, il entr'aperçoit un joueur enragé, passionné, aux yeux exprimant tant d'émotions vives que lui-même en est touché. Koji se renseigne sur l'identité de cet enfant, on lui répond qu'il s'agit de Izumi, une fille de 8 ans... Koji reviendra le lendemain, essayer de revoir cette Izumi, en vain. S'ensuivent plusieurs années durant lesquelles le souvenir de cette personne le hante, au point qu'il devient chanteur pour essayer de la retrouver. Au début de Zetsuai, Koji retrouve enfin la fille de ses rêves, sauf qu'il avait été mal renseigné la première fois qu'il l'avait vue ; Izumi est en fait un garçon ! (l'enfant qui l'avait renseigné avait confondu Takuto et Serika).
Bien que l'objet de ses désirs soit un homme, Koji ne peut se débarrasser de cet amour qui l'a animé pendant plusieurs années... le conflit entre son cœur et sa raison le détruit lentement, d'où le titre de ce manga Amour désespéré / Amour absolu.
Katsumi Shibuya
C'est le meilleur ami de Koji, son confident, et son manager. Shibuya Corp. produit les disques de Koji, Katsumi est donc un peu responsable de la carrière de son ami. Il comprend vite les sentiments de Koji envers Izumi et tente de le conseiller au mieux pour éviter que leur situation ne finisse en drame.

## Autour de Zetsuai
Zetsuai 1989 a donné lieu à une suite : Bronze ~ Zetsuai since 1989 dont la publication a débuté en 1992, et dont le dernier volume (le quatorzième) est sorti en 2006. Un dernier recueil d'histoires courtes appelé Bronze : The Last Chapter est sorti en 2011. 
Autour de cette longue série, on trouve notamment :
OAV 1 "Zetsuai" : Édité par Margaret Vidéo en 1992
OAV 2 "Bronze" : Édité par Shueisha/Victor en 1996
Bronze Cathexis : Vidéo musicale éditée par Margaret Vidéo en 1994
Roman Zetsuai, écrit par Yumi Kusuka, d'après le scénario de Minami Ozaki, en 1997
Bad Blood : Manga dérivé de Zetsuai, un seul tome publié en 1992
Ainsi que plusieurs Art-Books et beaucoup de CD musicaux (le personnage de Koji étant chanteur dans le manga).

## Publication française
Le manga est publié par l'éditeur Tonkam à partir du 30 mai 2000 et ce jusqu'à Juillet 2001. Bien qu'il s'agisse d'un shôjo, le manga est publié en tant que yaoi ; les tomes portent sur leur dos un logo avec un arc-en-ciel et l'inscription "Yahoi" (sic), c'est la seule série parue sous cette collection. Le manga est donc de facto le premier manga publié en tant que yaoi en France. Les tomes sont réimprimés en avril 2004, et sont cette fois-ci publiés sous la collection Boys Love de l'éditeur. 